# Liebfrauenstift (Worms)
Das Liebfrauenstift in Worms war ein Nebenstift des Domstifts Worms. Sein örtliches Zentrum war die Liebfrauenkirche in Worms.

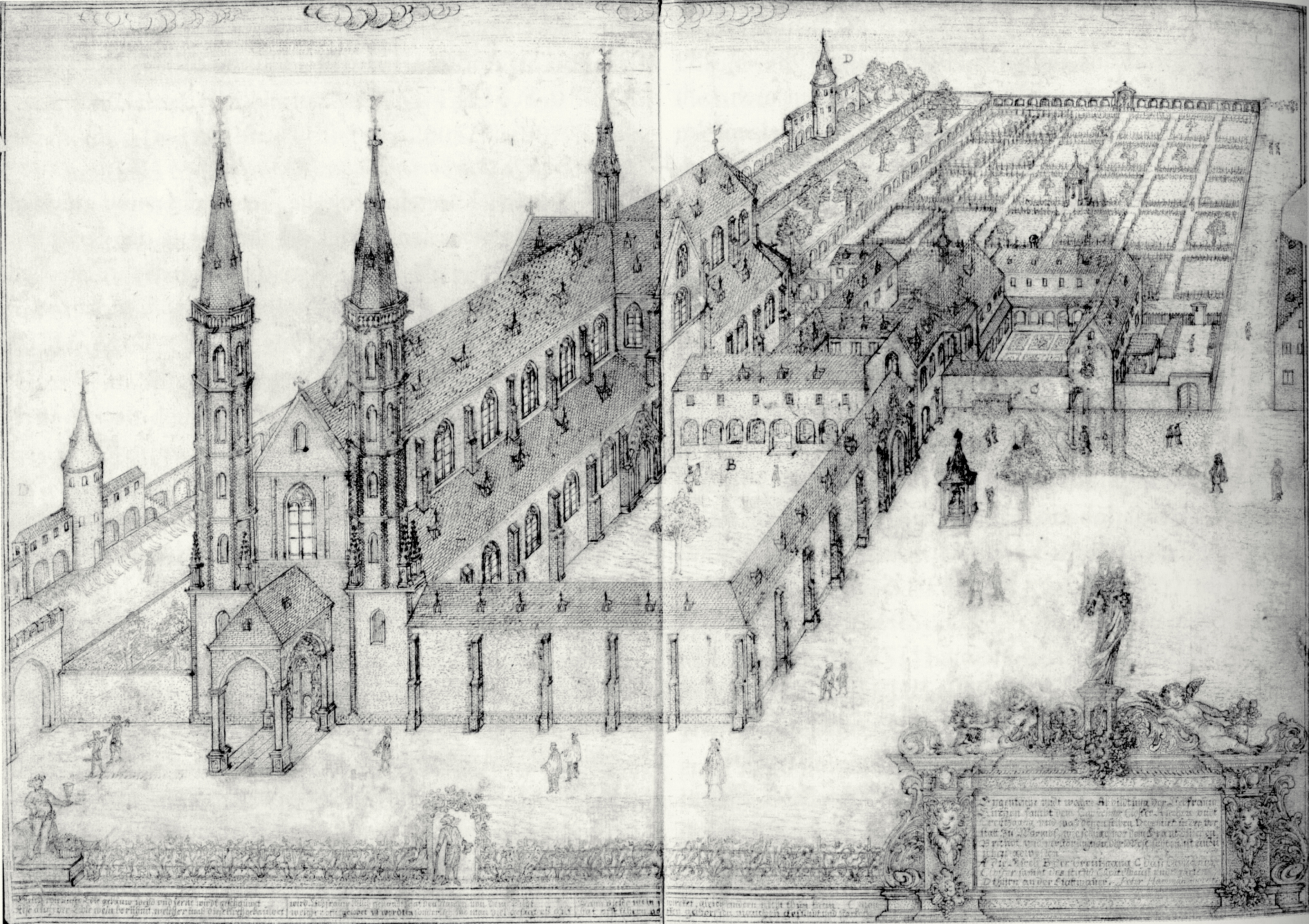
Liebfrauenstift vor 1689 (Peter Hamman)

## Gründung
Zum 31. Oktober 1298 gründete Bischof Emich I., unterstützt von seinem Neffen, dem Dompropst und späteren Bischof Heinrich III. von Daun, ein Kollegiatstift mit zwölf Kanonikern und gab ihm eine Ordnung. Diese ältesten Statuten sind im Wortlaut verloren. Statuten sind erst von 1521 erhalten. Nach den Statuten sollten die Kanoniker gemeinsam Beten, täglich zwei Messen lesen, Tonsur tragen und im Stiftsbezirk wohnen. Das Kollegiatstift erhielt seinen Sitz an der Marienkapelle nördlich der Innenstadt von Worms, wo zu diesem Zeitpunkt bereits seit 30 Jahren ein gotischer Neubau entstand, die Liebfrauenkirche. Bei der Gründung wurde zugleich festgelegt, dass der Propst des Domstiftes auch Propst des neu gegründeten Kollegiatstifts in Liebfrauen sein sollte, der auch alle Kanonikate besetzen und alle Pfründen vergeben durfte. Alle Kanoniker mussten vor der Ernennung die Priesterweihe empfangen haben. Neben dem Propst gab es als Leitungsamt noch einen von den Kanonikern gewählten Dekan. Die Kanoniker gehörten ganz überwiegend bürgerlichen Familien aus Worms und dem unmittelbaren Umland an.
Allerdings scheint es von Beginn an Schwierigkeiten gegeben zu haben, mit der vorhandenen materiellen Ausstattung des Stifts diese Zahl von Kanonikern zu unterhalten. Bereits im Jahr 1300 wird die Zahl der Kanonikate auf sechs halbiert, die anderen sechs Stellen zu Vikariaten herabgestuft. Um die Finanzkraft der Institution zu stärken, wurde 1308 die benachbarte Pfarrkirche St. Amandus in das Stift inkorporiert.

## Aufschwung
Im Laufe des 14. Jahrhunderts stabilisierte sich die wirtschaftliche Lage des Stifts und es trat häufig in Wirtschaftsgeschäften in der Stadt Worms und deren Umland auf. 1367 vereinbarte Pfalzgraf Ruprecht I. mit dem Liebfrauenstift (und den anderen fünf Stiften in Worms), dass dieses den Mitgliedern seiner Familie ein Seelgerät gewährte, er das Stift dafür unter seinen Schutz stellte. Der wirtschaftliche Aufschwung der Einrichtung hielt weiter an, so dass das Stift am Ende des 15. Jahrhunderts 11 Kanonikerstellen und 13 Vikariate aufwies. Dazu beigetragen hat sicher auch die an der Liebfrauenkirche etablierte Marienwallfahrt und die Steuerfreiheit der Stiftsgeistlichkeit gegenüber der Stadt. Weiter betrieb das Stift eine Schule. Die war ärmlich ausgestattet und von einem nicht akademisch gebildeten rector scolarium geleitet.
Die Verflechtung mit der bürgerlichen, städtischen Führungsschicht war eng: Das Stift gewährte der Stadt hohe Kredite und Bürger engagierten sich beim Bau der Liebfrauenkirche. Noch heute ablesbar ist das durch die Wappen der Zünfte in den Schlusssteinen des Chorumgangs der Liebfrauenkirche. In der Endphase des Kirchenbaus – offiziell wurde er 1465 abgeschlossen – wachten sogar zwei Ratsherren der Stadt über die Baufinanzen.
Die Stiftsgebäude befanden sich südlich des Chors der Kirche und östlich des Kreuzganges, die Wohnhäuser der Kanoniker wohl im Bereich zwischen dem inneren Mauerring der Stadtbefestigung Worms und der Kirche, der heutigen Straße „Liebfrauenstift“ und westlich der Kirche. Eine barocke Stiftskurie blieb erhalten, heute: Liebfrauenring 19.
Die Besitzungen des Stifts befanden sich im Bereich der Stadt Worms und in deren weiterem Umland, beidseits des Rheins, aber überwiegend linksrheinisch. Rechtsrheinisch gab es einige Besitzungen, die zwischen Nordheim und Seckenheim positioniert waren. Linksrheinisch erstreckten sie sich im Nordwesten von Freimersheim und Hillesheim bis in den Süden von Worms nach Kleinkarlbach und Oggersheim.

## Krise des 16. Jahrhunderts
Ein länger schwelender Streit zwischen Geistlichkeit auf der einen Seite und der Stadt auf der anderen Seite brach 1499 offen aus. Kern der Auseinandersetzung waren wirtschaftliche Privilegien, insbesondere die Steuerfreiheit des Klerus. 1499 erklärte der Bischof das Interdikt über die Stadt, woraufhin der größte Teil des Klerus die Stadt verließ, darunter auch die Stiftsherren des Liebfrauenstifts, die ins Exil nach Oppenheim gingen. Die Stiftsherren nahmen dabei das wundertätige Marienbild, Altarbilder und Ornate mit, entfernten vorher noch Glockenseile und Klöppel, um Läuten zu verhindern, und schlossen die Schule. Die städtische Obrigkeit rächte sich, indem sie das Stift behinderte, die ihm zustehenden Erträge in städtischem Gebiet einzuziehen. Gleichzeitig sorgte sie für die Seelsorge durch das Einwerben auswärtiger Priester, vornehmlich aus Bettelorden, und hier wieder vor allem Dominikaner, stellte das Glockenläuten sicher und ließ sogar die Marienprozession durchführen. Somit entstand dem Stift nicht nur wirtschaftlicher Schaden, auch seine geistliche Autorität wurde unterminiert. Die Stiftsherren kehrten zwar 1509 zurück, aber die juristische Auseinandersetzung um die gegenseitigen Ansprüche zog sich noch weitere zehn Jahre hin. Das Stift bestand damals aus 9 Kanonikern und 13 Vikaren.
In der Reformation wurde die Bevölkerung von Worms mehrheitlich lutherisch. Für das Stift bedeutete das einen drastischen Einbruch in Bedeutung und Einnahmen. Gebühren aus Seelsorgehandlungen und Spenden fielen weg. Die Marienwallfahrt verlor erheblich an Bedeutung und wurde schließlich aufgegeben. 1565 musste das wundertätige Marienbild erneut evakuiert werden, weil die Stiftsherren einen Bildersturm fürchteten.

## Niedergang
Im Dreißigjährigen Krieg verschlechterte sich die Situation des Stifts weiter. Das Stift versuchte, den Niedergang zu bremsen, indem die Altäre aus der zerstörten Pfarrkirche St. Amandus in die Liebfrauenkirche transferiert wurden und eine enge Zusammenarbeit mit den Kapuzinern vereinbart wurde. Ihnen wurden Gebäude am Kreuzgang der Stiftskirche und die dort gelegene Jodokuskapelle zur Nutzung überlassen, wofür sie Gottesdienste in der Stiftskirche übernahmen. 1669 zählte das Stift neben dem Dekan noch fünf Kanoniker. Im Pfälzischen Erbfolgekrieges brannten Truppen König Ludwigs XIV. die Stadt Worms 1689 nieder. Auch die Liebfrauenkirche, angrenzende Stiftsgebäude und 12 Kanonikerhäuser brannten ab, die Bibliothek wurde vernichtet. 1692 war das Gelände des Stifts Teil des Schlachtfeldes in einem Kampf zwischen Reichstruppen und französischem Militär. Mehr als 15 Jahre dauerte es, bevor das Stift seine Aktivitäten vor Ort wieder aufnahm. An der Wende zum 18. Jahrhundert bestand es aus dem Dekan und einem weiteren Stiftsherren, 1718 waren sie wieder zu sechst und das Stift erholte sich im Laufe des 18. Jahrhunderts zunehmend. 1773 gab es 10 Kanoniker, die in diesem Jahr vom Bischof auch erneuerte Statuten erhielten. Die inkorporierte Gemeinde von St. Amandus bestand aber nur aus etwa 50 erwachsenen Personen, was aber an der insgesamt vergleichsweise geringen Zahl von Katholiken in Worms lag.

## Ende
Ab 1792 zeichnete sich das Ende für das Stift ab: Das Kapitel hatte an die französische Besatzung eine Zwangsabgabe in Höhe von 20.000 Livres zu leisten. Am 9. Juni 1802 wurde das Stift – Worms war inzwischen von Frankreich annektiert – mit einem Konsularbeschluss („Arrêté des Consuls“) – im rechtlichen Sinne eine Verordnung – säkularisiert und formal aufgelöst, die kirchlichen Einrichtungen wurden der St. Peters-Gemeinde (ehemals: Dom) zugeordnet und 1814 profaniert. Bei der Auflösung bestand das Stift noch aus vier Kanonikern und sechs Domizellaren. Die Vermögenswerte des ehemaligen Stifts wurden beschlagnahmt, zu „Nationaleigentum“ erklärt und versteigert.